# Ángulo de ataque

Fig. 1: gráfico ilustrativo del ángulo de ataque de un perfil alar. La flecha negra indica la dirección del viento y el ángulo α es el ángulo de ataque.

Fig. 2: ejemplo de una gráfica típica de coeficiente de sustentación contra ángulo de ataque (α).

En dinámica de fluidos, el ángulo de ataque (AOA, α, o {\displaystyle alfa}) es el ángulo entre una «línea de referencia» de un cuerpo (a menudo la línea de cuerda de un perfil alar) y el vector que representa el movimiento relativo entre el cuerpo y el fluido a través del cual se mueve.
El ángulo de ataque es el ángulo entre la línea de referencia del cuerpo y el flujo que se aproxima. Este artículo se centra en la aplicación más común, el ángulo de ataque de un ala o perfil aerodinámico que se mueve en el aire.
Es un parámetro que influye decisivamente en la capacidad de generar sustentación de un ala o en la capacidad de generar tracción en las palas de una hélice.
Normalmente, al aumentar el ángulo de ataque se incrementa la sustentación hasta un cierto punto en el que ésta disminuye bruscamente, fenómeno que se conoce con el nombre de entrada en pérdida. La dependencia de la sustentación con el ángulo de ataque se puede medir a través de un coeficiente de sustentación {\displaystyle C_{L}} cuya variación con el ángulo de ataque α se ilustra en la figura 2. La dependencia teórica para una placa plana viene dada por {\displaystyle C_{L}}(α)=2πα.
Debido a la interacción directa entre el ángulo de ataque y la sustentación, el control del mismo es el mando primario de un avión o aerodino de ala fija. En efecto, el aumento de la sustentación genera un aumento de la resistencia aerodinámica, que se opone a la tracción aerodinámica. Es decir se produce una reducción de la velocidad aerodinámica. Esto nos lleva a la conclusión de que la regulación primaria de la velocidad en un avión se efectúa mediante la modificación del ángulo de ataque.
Dado que un ala puede tener torsión, una línea de cuerda de toda el ala puede no ser definible, por lo que simplemente se define una línea de referencia alternativa. A menudo se elige como línea de referencia la línea de cuerda del encastre alar. Otra opción es utilizar una línea horizontal en el fuselaje como línea de referencia (y también como eje longitudinal). Algunos autores no utilizan una línea de cuerda arbitraria sino que utilizan la línea de sustentación nula donde, por definición, el ángulo de ataque cero corresponde a un coeficiente de sustentación cero.
Hay que destacar que existen ciertos dispositivos hipersustentadores que pueden incrementar el ángulo de ataque de entrada en pérdida, es decir reducir la velocidad de entrada en pérdida.

## Relación entre el ángulo de ataque y el coeficiente de sustentación

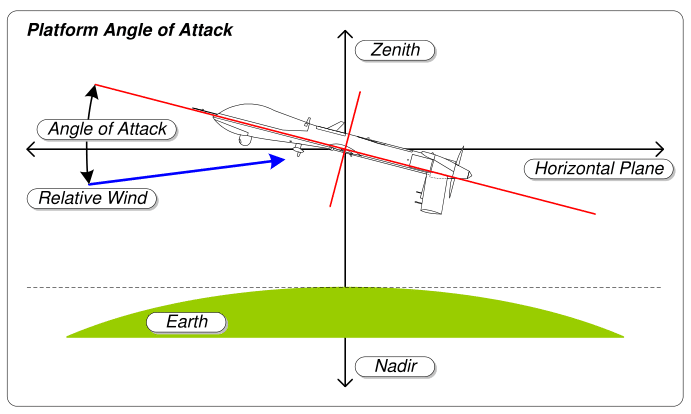
Ángulo de ataque de la plataforma

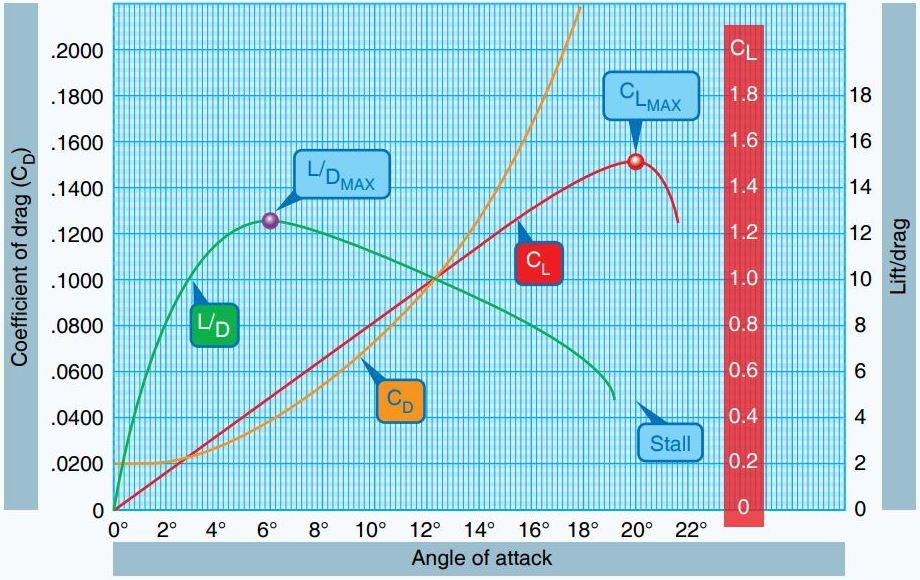
Coeficientes de resistencia y sustentación en función del ángulo de ataque. La velocidad de pérdida corresponde al ángulo de ataque con el máximo coeficiente de sustentación

Curva típica del coeficiente de sustentación para un perfil alar a una velocidad del aire determinada.

El coeficiente de sustentación de un  avión de ala fija varía con el ángulo de ataque.  El aumento del ángulo de ataque se asocia con el aumento del coeficiente de sustentación hasta el coeficiente de sustentación máximo, después del cual el coeficiente de sustentación disminuye.
A medida que aumenta el ángulo de ataque de una aeronave de ala fija, la separación del flujo de aire de la superficie superior del ala se hace más pronunciada, lo que conduce a una reducción de la tasa de aumento del coeficiente de sustentación. La figura muestra una curva típica para un ala recta combinada. Las alas combadas están curvadas de tal manera que generan algo de sustentación a pequeños ángulos de ataque negativos.  Un ala simétrica tiene una sustentación nula a un ángulo de ataque de 0 grados. La curva de sustentación también está influenciada por la forma del ala, incluyendo su sección o perfil alar y la configuración alar.  Un ala en flecha tiene una curva más baja y plana con un ángulo crítico más alto.

## Ángulo de ataque crítico
El ángulo de ataque crítico es el ángulo de ataque que produce el máximo coeficiente de sustentación. También se denomina ángulo de ataque de pérdida (dinámica de fluidos). Por debajo del ángulo de ataque crítico, a medida que el ángulo de ataque disminuye, el coeficiente de sustentación disminuye. Por el contrario, por encima del ángulo de ataque crítico, a medida que el ángulo de ataque aumenta, el aire empieza a fluir con menos suavidad sobre la superficie superior del perfil aerodinámico y comienza a separarse de la superficie superior.  En la mayoría de las formas de los perfiles aéreos, a medida que aumenta el ángulo de ataque, el punto de separación de la superficie superior del flujo se desplaza desde el borde de salida hacia el borde de ataque.  En el ángulo de ataque crítico, el flujo de la superficie superior está más separado y el perfil aéreo o el ala produce su máximo coeficiente de sustentación. A medida que el ángulo de ataque aumenta, el flujo de la superficie superior se separa más completamente y el coeficiente de sustentación se reduce aún más.
Por encima de este ángulo de ataque crítico, se dice que la aeronave está en pérdida. Por definición, una aeronave de ala fija entra en pérdida en el ángulo de ataque crítico o por encima de él, y no por debajo de una velocidad aerodinámica determinada.  La velocidad del aire a la que la aeronave entra en pérdida varía con el peso de la aeronave, el factor de carga, el centro de gravedad de la aeronave y otros factores. Sin embargo, la aeronave siempre entra en pérdida con el mismo ángulo de ataque crítico. El ángulo de ataque crítico o de entrada en pérdida suele estar en torno a los 15° - 18° para muchos perfiles aéreos.
Algunas aeronaves están equipadas con un ordenador de vuelo integrado que impide automáticamente que la aeronave siga aumentando el ángulo de ataque cuando se alcanza un ángulo de ataque máximo, independientemente de la intervención del piloto. Esto se llama "limitador de ángulo de ataque" o "limitador alfa".  Los aviones modernos que cuentan con tecnología fly-by-wire evitan el ángulo de ataque crítico mediante un software en los sistemas informáticos que gobiernan las superficies de control de vuelo.
En las operaciones de despegue y aterrizaje desde pistas cortas (STOL), como en las operaciones de portaaviones navales y en los vuelos STOL de backcountry, los aviones pueden estar equipados con el indicador de ángulo de ataque o Indicadores de reserva de sustentación.  Estos indicadores miden directamente el ángulo de ataque (AOA) o el potencial de sustentación del ala (POWL) o reserva de sustentación y ayudan al piloto a volar cerca del punto de entrada en pérdida con mayor precisión. Las operaciones STOL requieren que la aeronave sea capaz de operar cerca del ángulo de ataque crítico durante los aterrizajes y con el mejor ángulo de ascensión durante los despegues.  Los indicadores de ángulo de ataque son utilizados por los pilotos para obtener el máximo rendimiento durante estas maniobras, ya que la información sobre la velocidad aerodinámica sólo está relacionada indirectamente con el comportamiento en pérdida.

## Ángulos de ataque muy altos

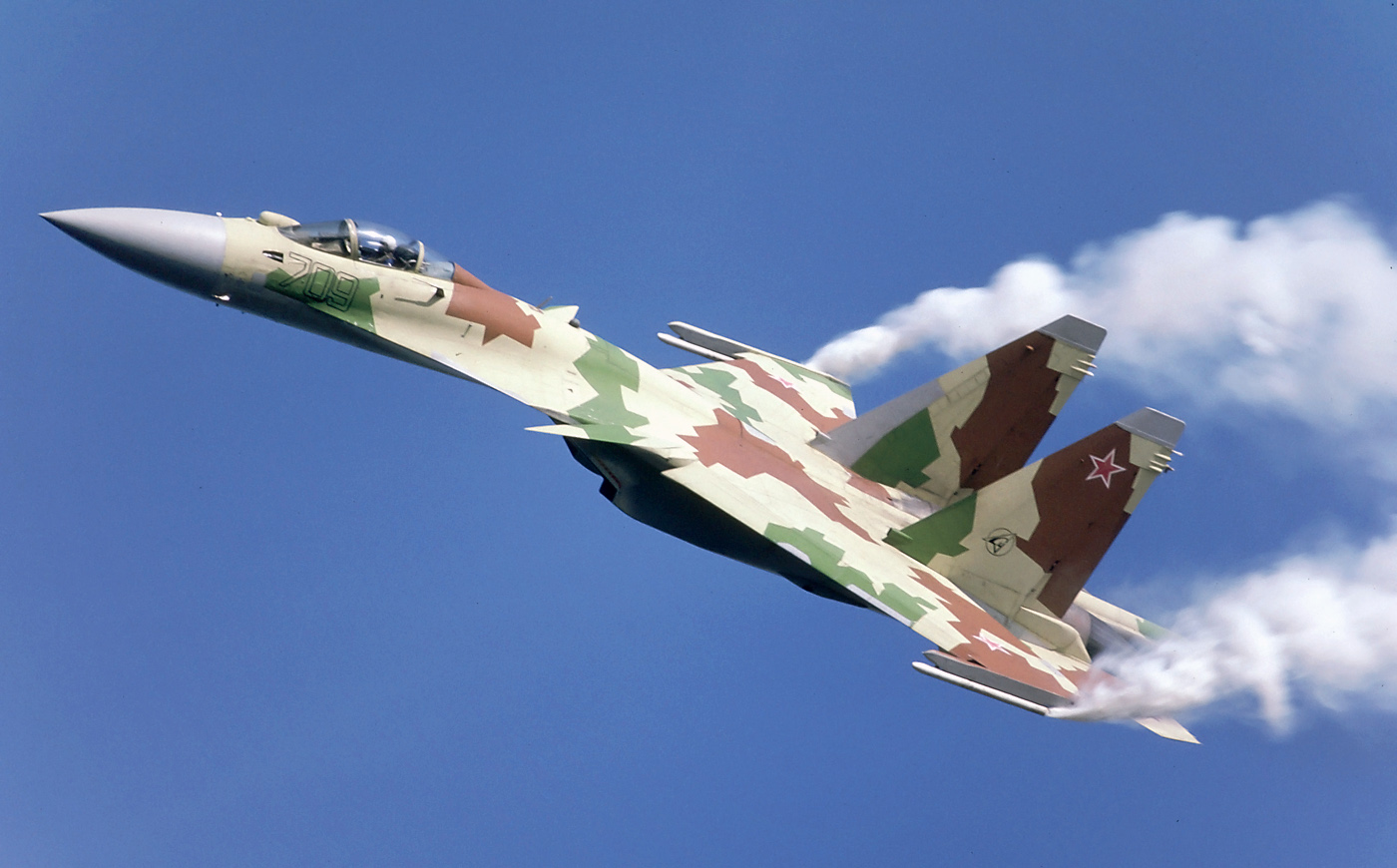
Su-27M / Su-35 con ángulo de ataque muy alto

Algunos aviones militares son capaces de lograr un vuelo controlado con ángulos de ataque, normalmente conocido como alfa, muy elevados, pero a costa de una enorme resistencia inducida.  Esto proporciona a la aeronave una gran agilidad.  Un ejemplo famoso es la Cobra de Pugachev. Aunque el avión experimenta altos ángulos de ataque a lo largo de la maniobra, el avión no es capaz ni de controlar la dirección aerodinámica ni de mantener el vuelo nivelado hasta que la maniobra termina. El Cobra es un ejemplo de supermaniobrabilidad ya que las alas de la aeronave están muy por encima del ángulo de ataque crítico para la mayor parte de la maniobra.
Las superficies aerodinámicas adicionales conocidas como "dispositivos de alta sustentación", incluyendo extensiones de la raíz del ala del borde de ataque, permiten a los aviones de combate un alfa 'verdadero' mucho mayor para volar, hasta más de 45°, comparado con unos 20° para los aviones sin estos dispositivos. Esto puede ser útil a grandes altitudes, donde incluso una ligera maniobra puede requerir altos ángulos de ataque debido a la baja densidad del aire en la atmósfera superior, así como a baja velocidad a baja altitud, donde el margen entre el AoA en vuelo nivelado y el AoA en pérdida es reducido. La elevada capacidad de AoA de la aeronave proporciona un amortiguador para el piloto que hace más difícil la entrada en pérdida del avión (que se produce cuando se supera el AoA crítico). Sin embargo, las aeronaves militares no suelen obtener un alfa tan alto en combate, ya que roba al avión la velocidad muy rápidamente debido a la resistencia inducida y, en casos extremos, al aumento del área frontal y la resistencia parásita. Estas maniobras no sólo ralentizan la aeronave, sino que provocan un importante estrés estructural a alta velocidad. Los sistemas modernos de control de vuelo tienden a limitar el ángulo de ataque de un caza a un valor muy inferior a su límite aerodinámico máximo.

## Vela
En la vela, los principios físicos implicados son los mismos que para los aviones. El ángulo de ataque de una vela es el ángulo entre la línea de cuerda de la vela y la dirección del viento relativo.